# Dark Match (pel·lícula)
Dark Match és una pel·lícula slasher canadenca del 2024 escrita i dirigida per Lowell Dean, protagonitzada per Ayisha Issa, Steven Ogg, Sara Canning i Chris Jericho. Ambientada a finals de la dècada de 1980, la pel·lícula segueix SAW, una promoció de lluita lliure independent on Nicky, coneguda com Miss Behave, encén una amarga rivalitat amb la popular Kate la Gran. Mentrestant, l'envellit lluitador i gerent Joe Lean es veu involucrat en un perillós esdeveniment d'una nit organitzat en un poble remot per un promotor que treballa amb cultistes liderats per The Prophet, un antic lluitador amb un passat problemàtic.
Dark Match es va estrenar al FanTasia el juliol de 2024 i es va estrenar als cinemes el 31 de gener de 2025. La pel·lícula va rebre crítiques contradictòries de la crítica.

## Argument
Ambientada a finals de la dècada de 1980, la pel·lícula segueix les gestes de SAW, una promoció de lluita lliure independent que opera fora dels canals principals. La història se centra en Nicky, un destacat lluitador que actua sota el personatge de "taló" Miss Behave. Coneguda pel seu paper com a talent de l'esdeveniment principal, Miss Behave està embolicada en una amarga rivalitat amb la favorita dels fans, Kate la Gran. Durant un esdeveniment local, la senyoreta Behave ataca inesperadament a la Kate, disparant-la i donant-li cops de puny, donant lloc a un nas trencat. Tot i que Kate més tard presenta un comportament amable, en secret guarda rancor i planeja buscar la retribució en el moment adequat.
Al fons hi ha Joe Lean (Ogg), un lluitador i gerent d'envelliment els anys màxims queden darrere seu. Joe, que fa temps que té sentiments per Miss Behave malgrat la seva complicada relació, es veu cada cop més embolicat en les perilloses activitats de la promoció. Mentrestant, el qüestionable promotor de SAW organitza un esdeveniment d'una nit d'alt perfil en un poble remot, on la població local està formada per membres fervents del culte. El grup està liderat per un antic lluitador conegut com The Prophet (interpretat per Y2J/Jericho), que una vegada va adoptar un truc religiós durant la seva carrera. En una promoció que recorda la retòrica de la lluita lliure de finals de la dècada de 1990, The Prophet, venerat com "El líder" pels seus seguidors, deixa entreveure un passat problemàtic i un profund ressentiment cap a l'establishment de la lluita lliure. Joe recorda més tard que els partits de The Prophet es van fer cada cop més violents, culminant amb una trobada final pel campionat en què Joe es va veure obligat a sotmetre-lo a causa de l'incompliment de The Prophet.
Quan els lluitadors SAW arriben al poble, són rebuts per una festa alimentada per una gran quantitat d'una misteriosa beguda verda. La situació es deteriora ràpidament quan es veuen membres del culte portant armes de foc i diversos lluitadors admeten haver estat drogats. Enmig del desordre, Kate la Gran sembla tenir un interès inusual pels esdeveniments que es desenvolupen. Els partits de l'esdeveniment s'organitzen al voltant de temes elementals, com ara els partits del vent, l'infern i la terra, i tant Nicky com Joe estan inicialment convençuts per la promesa del promotor d'un dia de pagament important. Tanmateix, a mesura que comencen els partits, es fa evident que hi ha un pla més fosc en marxa.
A l'inicial Wind Match amb l'equip d'etiquetes Thick n Thin, el concurs fa un gir tràgic quan Thick resulta ferit mortalment durant un altercat que implica un gran ventilador instal·lat al ring. Aquest incident introdueix l'element d'una presència demoníaca associat a l'esdeveniment de lluita. Més tard, durant el Women's Water Match, Kate i Miss Behave participen en una represa. Malgrat els intents previs de reconciliació, el combat es torna cada cop més violent. En un moment donat, Miss Behave utilitza una maça i una cadena contra la Kate, i el partit acaba amb Miss Behave donant un cop fatal que provoca la mort de Kate. Més tard es revela que Kate era la filla del Profeta, fet que afegeix una dimensió personal a les seves accions. En el caos que segueix, el Profeta es prepara per enfrontar-se a Miss Behave amb una arma de foc, només per ser restringit pel cap de seguretat, conegut com el Sr. Ritual (Eklund).
Paral·lelament a aquests esdeveniments, Joe i un lluitador emmascarat anomenat Enigma lluiten per alliberar-se d'un vestidor tancat amb clau. A mesura que l'esdeveniment continua, les tensions augmenten entre els lluitadors. Rusty, un competidor en conflicte, gairebé pren mesures dràstiques per culpa, i les traïcions internes surten a la llum. Durant el Earth Match, els lluitadors s'enfronten a les forces de seguretat armades en un acalorat altercat, amb Joe, Nicky i Rusty que finalment superen els seus captors. Rusty confessa haver estat enganyat, i el grup accepta de mala gana treballar junts malgrat les greuges del passat.
Els segments finals de l'esdeveniment inclouen un Inferno Match, en què un membre de SAW anomenat Lazarus es veu obligat a lluitar sota amenaça, i un Spirit Match posterior que s'escalfa en una baralla generalitzada. En l'enfrontament final, The Prophet s'enfronta a Joe, i després d'una sèrie d'intercanvis brutals, Miss Behave intervé llançant un atac decisiu que travessa el pit del Prophet, posant fi efectivament a la seva amenaça. Quan Joe, Nicky i Rusty intenten abandonar l'escena, es troben amb un obstacle final inesperat: un gran dimoni blanc que els bloqueja el camí.  Nicky es prepara per enfrontar-se frontalment a aquest nou repte sobrenatural.

## Repartiment
- Ayisha Issa com Miss Behave
- Steven Ogg com a Joe Lean
- Sara Canning com a Kate la Gran
- Chris Jericho com a profeta
- Michael Eklund com a Spencer
- Leo Fafard com a Lazarus Smashley

## Recepció
Al lloc web de l'agregador de ressenyes Rotten Tomatoes, el 68% de les 19 crítiques són positives, amb una valoració mitjana de 5,9/10 Metacritic, que utilitza una mitjana ponderada, va assignar a la pel·lícula una puntuació de 44 sobre 100, basada en 4 crítics, indicant crítiques "mixtes o mitjanes".
Richard Crouse va donar tres estrelles a la pel·lícula i va escriure: "El director Lowell Dean adopta l'estètica grindhouse, aportant un treball de càmera dinàmic i una il·luminació inventiva per crear energia i suspens". Craig D. Lindsey de RogerEbert.com va donar a la pel·lícula una i mitja de cada quatre estrelles, escrivint amb la majoria de contradiccions, probablement, amb la majoria de contradiccions i excessivitat mal concebuda."